# クリスチャン・ラウイ
クリスチャン・ラウイ（Christain Laui、1998年9月8日 - ）は、ジャパンラグビーリーグワンNECグリーンロケッツ東葛に所属するラグビーユニオン選手。

## プロフィール
- トンガ出身[1]。
- ポジションはセンター(CTB)。
- 身長 180 cm、体重 105 kg

## 来歴
2018年、日体柏高校卒業後、日本体育大学に入る。
2022年、NECグリーンロケッツ東葛に加入。同年12月18日に行われたJAPAN RUGBY LEAGUE ONE第1節花園近鉄ライナーズ戦にて先発出場でリーグワン公式戦初出場を果たして、デビュー戦でトライを挙げた。